# Ordre de la famille royale de George VI
L'ordre de la famille royale de George VI (en anglais : Royal Family Order of George VI) est une ancienne distinction honorifique décernée aux membres féminins de la famille royale britannique par le roi George VI.
Depuis la mort d'Élisabeth II le 8 septembre 2022, la princesse Alexandra est la dernière récipiendaire de l'ordre encore en vie.

## Histoire
L'ordre de la famille royale de George VI est créé lors de son accession au trône après l'abdication de son frère, Édouard VIII. Personne n'a été distingué de cet ordre après la mort du roi le 6 février 1952.

## Description
L'insigne, un portrait en émail du roi entouré de diamants, est porté sur un nœud de ruban rose.

## Récipiendaires
- La reine Elizabeth (épouse de George VI)[1]
- La reine Mary (mère de George VI)
- La princesse Élisabeth (fille aînée de George VI)[1]
- La princesse Margaret (fille cadette de George VI)[1]
- La princesse Mary, princesse royale (sœur de George VI)
- La duchesse de Gloucester (épouse du prince Henry, frère de George VI)[2]
- La duchesse de Kent (épouse du prince George, frère de George VI)
- La princesse Alexandra (nièce de George VI)[3]